# 虹管巴林蛤
虹管巴林蛤（学名：Barrimysia siphonasomae）是沙錢蛤科舟蛤属的一种海洋双壳纲軟體動物 ，於1989年才由香港大學的兩位軟體動物學家描述。沙錢蛤科所屬的鼬眼蛤總科舊屬簾蛤目，今屬不等齒總目之下的目地位未定群組。

## 分佈
本物種見於中国大陆及香港，常栖息在潮间带。